# Oxford City Football Club
Cet article concerne l'équipe de sixième division anglaise. Pour son rival évoluant en troisième division, voir Oxford United Football Club.
 (mai 2020).
Maillots
Actualités
Oxford City Football Club est un club de football anglais fondé en 1883 basé à Marston (en), en Angleterre, il évolue en National League depuis la saison 2023-2024

## Histoire
- 1883 : Fondation du club
- 2005 : Le club remporte la South Midlands League (D9).
- 2006 : Le club est promu en Southern League Division One South & West (D8).
- 2008 : Le club est promu en Southern League Premier Division (D7).
- 2012 : Le club est promu via les barrages en Conference North (D6).
- 2015 : Transfert en Conference South
- 2023 : Le club est promu à National League (D5).
- 2024 : Le club est relégué à National League South (D6).

## Staff du club
- Entraîneur :  Ross Jenkins
- Coach: Ross Jenkins[2]
- Entraîneur des gardiens: Alan Foster

## Stade
Oxford City joue ses matches à Marsh Lane.

## Palmarès
| Compétitions nationales             | Compétitions mineures | Compétitions régionales           |
| - FA Cup : - 2e tour : 1969 et 2017 | - FA Trophy - 1/8 de finales : 2015-2016 - Southern Football League Premier Division (D7) : - Vainqueur des barrages : 2011-2012 - Southern Football League Division One South & West (D8) : - Champion : 2007-2008 | - FA Vase - Finaliste : 1994-1995 |